# Futbol'nyj Klub Volga Nižnij Novgorod 2011-2012
Questa voce raccoglie le informazioni riguardanti il Volga Nižnij Novgorod nelle competizioni ufficiali della stagione 2011-2012.

## Stagione
In campionato finì la prima fase al dodicesimo posto, ma nella seconda fase i risultati peggiorarono e la squadrà terminò al quattordicesimo posto che significava play-off salvezza; grazie alla vittoria nel doppio confronto con i concittadini del Nižnij Novgorod il club mantenne la categoria.
In coppa, invece, la squadra arrivò fino in semifinale, eliminando Šinnik, Spartak Mosca (ai rigori) e Terek Groznyj, prima di essere eliminata dalla Dinamo Mosca.

## Rosa
| N. |                                 | Ruolo | Calciatore         |
| -- | ------------------------------- | ----- | ------------------ |
|    | Russia (bandiera)               | P     | Viltalij Astachov  |
|    | Georgia (bandiera)              | D     | Edik' Sajaia       |
|    | Russia (bandiera)               | C     | Dmitrij Poljanin   |
|    | Uzbekistan (bandiera)           | C     | Sanžar Tursunov    |
|    | Russia (bandiera)               | C     | Aleksandr Šulenin  |
|    | Bosnia ed Erzegovina (bandiera) | A     | Petar Jelić        |
|    | Russia (bandiera)               | A     | Aleksandr Salugin  |
|    | Russia (bandiera)               | A     | Anton Chazov       |
|    | Russia (bandiera)               | C     | Sergej Jašin       |
|    | Romania (bandiera)              | C     | Mihăiță Pleșan     |
|    | Russia (bandiera)               | D     | Andrej Bujvolov    |
|    | Russia (bandiera)               | D     | Inal Getigežev     |
|    | Georgia (bandiera)              | A     | Otar Martsvaladze  |
|    | Georgia (bandiera)              | D     | Giorgi Navalovsk'i |
|    | Georgia (bandiera)              | C     | Gocha Khojava      |
|    | Russia (bandiera)               | A     | Il'ja Maksimov     |

| N. |                                 | Ruolo | Calciatore          |
| -- | ------------------------------- | ----- | ------------------- |
| -  | Russia (bandiera)               | P     | Il'ja Abaev         |
| -  | Russia (bandiera)               | P     | Michail Keržakov    |
| -  | Ungheria (bandiera)             | D     | Miklós Gaál         |
| -  | Russia (bandiera)               | D     | Sergej Bendz'       |
| -  | Russia (bandiera)               | D     | Gija Grigalava      |
| -  | Russia (bandiera)               | D     | Maksim Zjuzin       |
| -  | Russia (bandiera)               | D     | Aleksandr Belozërov |
| -  | Russia (bandiera)               | C     | Aleksej Aravin      |
| -  | Georgia (bandiera)              | C     | Gogita Gogua        |
| -  | Russia (bandiera)               | C     | Maksim Burčenko     |
| -  | Russia (bandiera)               | C     | Ruslan Adžindžal    |
| -  | Georgia (bandiera)              | A     | Mate Vatsadze       |
| -  | Bosnia ed Erzegovina (bandiera) | A     | Mersudin Ahmetović  |
| -  | Georgia (bandiera)              | D     | Lasha Salukvadze    |
| -  | Russia (bandiera)               | C     | Vladislav Ryžkov    |

## Risultati

### Prem'er-Liga

#### Stagione regolare
| Nižnij Novgorod 14 marzo 2011 1ª giornata | Volga Nižnij Novgorod | 2 – 0 referto | Tom' Tomsk | Stadio Lokomotiv |

| Mosca 21 marzo 2011 2ª giornata | Spartak Mosca | 1 – 0 referto | Volga Nižnij Novgorod | Stadio Lužniki |

| Nižnij Novgorod 2 aprile 2011 3ª giornata | Volga Nižnij Novgorod | 3 – 0 referto | Dinamo Mosca | Stadio Lokomotiv |

| Rostov sul Don 10 aprile 2011 4ª giornata | Rostov | 1 – 3 referto | Volga Nižnij Novgorod | Stadio Olimp-2 |

| Mosca 17 aprile 2011 5ª giornata | Lokomotiv Mosca | 1 – 0 referto | Volga Nižnij Novgorod | Stadio Lokomotiv |

| Nižnij Novgorod 23 aprile 2011 6ª giornata | Volga Nižnij Novgorod | 0 – 1 referto | Kuban' | Stadio Lokomotiv |

| Groznyj 30 aprile 2011 7ª giornata | Terek Groznyj | 1 – 0 referto | Volga Nižnij Novgorod | Stadio Sultan Bilimkhanov |

| Nižnij Novgorod 7 maggio 2011 8ª giornata | Volga Nižnij Novgorod | 1 – 2 referto | Anži | Stadio Lokomotiv |

| Nal'čik 14 maggio 2011 9ª giornata | Spartak-Nal'čik | 1 – 1 referto | Volga Nižnij Novgorod | Respublikanskij stadion Spartak |

| Nižnij Novgorod 21 luglio 2011 10ª giornata | Volga Nižnij Novgorod | 0 – 2 referto | CSKA Mosca | Stadio Lokomotiv |

| Perm' 30 maggio 2011 11ª giornata | Amkar Perm' | 1 – 0 referto | Volga Nižnij Novgorod | Stadio Zvezda |

| Nižnij Novgorod 10 giugno 2011 12ª giornata | Volga Nižnij Novgorod | 2 – 0 referto | Kryl'ja Sovetov Samara | Stadio Lokomotiv |

| Krasnodar 14 giugno 2011 13ª giornata | Krasnodar | 4 – 2 referto | Volga Nižnij Novgorod | Stadio Kuban' |

| Nižnij Novgorod 18 giugno 2011 14ª giornata | Volga Nižnij Novgorod | 0 – 2 referto | Zenit San Pietroburgo | Stadio Lokomotiv |

| Kazan' 22 giugno 2011 15ª giornata | Rubin | 2 – 0 referto | Volga Nižnij Novgorod | Stadio Centrale di Kazan' |

| Tomsk 26 giugno 2011 16ª giornata | Tom' Tomsk | 0 – 3 referto | Volga Nižnij Novgorod | Trud Stadium |

| Nižnij Novgorod 24 luglio 2011 17ª giornata | Volga Nižnij Novgorod | 0 – 2 referto | Spartak Mosca | Stadio Lokomotiv |

| Chimki 31 luglio 2011 18ª giornata | Dinamo Mosca | 2 – 0 referto | Volga Nižnij Novgorod | Arena Chimki |

| Nižnij Novgorod 6 agosto 2011 19ª giornata | Volga Nižnij Novgorod | 0 – 1 referto | Rostov | Stadio Lokomotiv |

| Nižnij Novgorod 14 agosto 2011 20ª giornata | Volga Nižnij Novgorod | 0 – 0 referto | Lokomotiv Mosca | Stadio Lokomotiv |

| Krasnodar 21 agosto 2011 21ª giornata | Kuban' | 5 – 0 referto | Volga Nižnij Novgorod | Stadio Kuban' |

| Nižnij Novgorod 27 agosto 2011 22ª giornata | Volga Nižnij Novgorod | 3 – 1 referto | Terek Groznyj | Stadio Lokomotiv |

| Machačkala 11 settembre 2011 23ª giornata | Anži | 2 – 1 referto | Volga Nižnij Novgorod | Stadio Dinamo |

| Nižnij Novgorod 17 settembre 2011 24ª giornata | Volga Nižnij Novgorod | 1 – 0 referto | Spartak-Nal'čik | Stadio Lokomotiv |

| Chimki 24 settembre 2011 25ª giornata | CSKA Mosca | 3 – 1 referto | Volga Nižnij Novgorod | Arena Chimki |

| Nižnij Novgorod 1º ottobre 2011 26ª giornata | Volga Nižnij Novgorod | 0 – 0 referto | Amkar Perm' | Stadio Lokomotiv |

| Samara 15 ottobre 2011 27ª giornata | Kryl'ja Sovetov Samara | 0 – 0 referto | Volga Nižnij Novgorod | Stadio Metallurg (Samara) |

| Nižnij Novgorod 22 ottobre 2011 28ª giornata | Volga Nižnij Novgorod | 0 – 2 referto | Krasnodar | Stadio Lokomotiv |

| San Pietroburgo 27 ottobre 2011 29ª giornata | Zenit San Pietroburgo | 3 – 0 referto | Volga Nižnij Novgorod | Stadio Petrovskij |

| Nižnij Novgorod 6 novembre 2011 30ª giornata | Volga Nižnij Novgorod | 1 – 0 referto | Rubin | Stadio Lokomotiv |

### Poule salvezza
| Nižnij Novgorod 19 novembre 2011 31ª giornata | Volga Nižnij Novgorod | 1 – 2 referto | Amkar Perm' | Stadio Lokomotiv |

| Samara 26 novembre 2011 32ª giornata | Kryl'ja Sovetov Samara | 1 – 0 referto | Volga Nižnij Novgorod | Stadio Metallurg (Samara) |

| Nižnij Novgorod 3 marzo 2012 33ª giornata | Volga Nižnij Novgorod | 1 – 0 referto | Spartak-Nal'čik | Stadio Lokomotiv |

| Tomsk 12 marzo 2012 34ª giornata | Tom' Tomsk | 1 – 0 referto | Volga Nižnij Novgorod | Trud Stadium |

| Nižnij Novgorod 17 marzo 2012 35ª giornata | Volga Nižnij Novgorod | 1 – 2 referto | Krasnodar | Stadio Lokomotiv |

| Groznyj 26 marzo 2012 36ª giornata | Terek Groznyj | 1 – 3 referto | Volga Nižnij Novgorod | Stadio Sultan Bilimkhanov |

| Nižnij Novgorod 31 marzo 2012 37ª giornata | Volga Nižnij Novgorod | 2 – 0 referto | Rostov | Stadio Lokomotiv |

| Nižnij Novgorod 6 aprile 2012 38ª giornata | Volga Nižnij Novgorod | 0 – 0 referto | Kryl'ja Sovetov Samara | Stadio Lokomotiv |

| Mosca 15 aprile 2012 39ª giornata | Spartak Mosca | 1 – 0 referto | Volga Nižnij Novgorod | Stadio Lužniki |

| Nižnij Novgorod 21 aprile 2012 40ª giornata | Volga Nižnij Novgorod | 2 – 0 referto | Tom' Tomsk | Stadio Lokomotiv |

| Krasnodar 27 aprile 2012 41ª giornata | Krasnodar | 2 – 1 referto | Volga Nižnij Novgorod | Stadio Kuban' |

| Nižnij Novgorod 2 maggio 2012 42ª giornata | Volga Nižnij Novgorod | 1 – 3 referto | Terek Groznyj | Stadio Lokomotiv |

| Rostov sul Don 6 maggio 2012 43ª giornata | Rostov | 1 – 0 referto | Volga Nižnij Novgorod | Stadio Olimp-2 |

| Perm' 16 maggio 2012 44ª giornata | Amkar Perm' | 4 – 1 referto | Volga Nižnij Novgorod | Stadio Zvezda |

### Spareggio promozione-retrocessione
| Nižnij Novgorod 18 maggio 2012 Andata | Volga Nižnij Novgorod | 2 – 1 referto | Nižnij Novgorod | Stadio Lokomotiv |

| Nižnij Novgorod 22 maggio 2012 Ritorno | Nižnij Novgorod | 0 – 0 referto | Volga Nižnij Novgorod | Stadio Severnyj |

### Kubok Rossii
| Jaroslavl' 17 luglio 2011 Sedicesimi di finale | Šinnik | 0 – 1 referto | Volga Nižnij Novgorod | Stadio Šinnik |

| Mosca 21 settembre 2011 Ottavi di finale     | Spartak Mosca        | 1 – 1 (d.t.s.) referto | Volga Nižnij Novgorod | Stadio Lužniki |
| \| \| \| \| \| \| Tiri di rigore 5 – 6 \| \| |                      |                        |                       |                |
|                                              |                      |                        |                       |                |
|                                              | Tiri di rigore 5 – 6 |                        |                       |                |

| Arbitro: | Timur Arslanbekov |

|                              |           |                  |
| Bendz 68’ Karyaka 98’ (rig.) | Marcatori | 45+5’ Asil'darov |

| Arbitro: | Maxim Layushkin |

|                                  |           |             |
| Misimović 73’ (rig.) Voronin 85’ | Marcatori | 19’ Karyaka |